# Colonia la Selva
Colonia la Selva är en ort i Mexiko.   Den ligger i kommunen Amatlán de los Reyes och delstaten Veracruz, i den sydöstra delen av landet, 250 km öster om huvudstaden Mexico City. Colonia la Selva ligger 667 meter över havet och antalet invånare är 296.
Terrängen runt Colonia la Selva är kuperad åt nordväst, men åt sydost är den platt. Runt Colonia la Selva är det tätbefolkat, med 570 invånare per kvadratkilometer. Närmaste större samhälle är Córdoba, 6,6 km väster om Colonia la Selva. Trakten runt Colonia la Selva består till största delen av jordbruksmark.